# Хан Соло
Хан Соло (на английски: Han Solo) е измислен герой от кинопоредицата Междузвездни войни, капитан на кораба „Хилядолетния сокол“. В трите епизода от оригиналната трилогия (Междузвездни войни: Епизод IV - Нова надежда, Междузвездни войни: Епизод V - Империята отвръща на удара и Междузвездни войни: Епизод VI - Завръщането на джедаите) ролята му се изпълнява от Харисън Форд.
Соло е един от главните герои в сагата Междузвездни войни, втората най-важна фигура в редиците на бунтовниците, след Люк Скайуокър. В Епизод IV, с който сагата дебютира на големия екран през 1977 г. той е представен като контрабандист, който по неволя се присъединява към бунтовниците срещу злата галактическа империя. С развитието на сагата Соло се превръща в основна фигура и генерал от армията на бунтовниците. Създателят на Междузвездни войни Джордж Лукас го описва като „самотник, който разбира необходимостта от това да бъдеш част от група и да помагаш за общото добро.“ Убит е от сина си (Кайло Рен) в седма серия – „Силата се пробужда“.
Хан Соло остава изключително популярен герой десетилетия след първата си поява на големия екран в епизод IV, като неговата популярност надминава тази на повечето от героите в сагата. През 2007 г. списание „Импайър“ (Empire) го определи като най-великия актьор от поредицата. През 2003 г. Американският филмов институт по своята 100-годишнина го постави под № 14 в класацията на 100-те най-големи герои и злодеи в историята на киното.